# Hosahalli, Pandavapura
Hosahalli là một làng thuộc tehsil Pandavapura, huyện Mandya, bang Karnataka, Ấn Độ.